# Fréquence plasma
Pour les articles homonymes, voir fréquence (homonymie).
En physique, la fréquence plasma, ou fréquence de Langmuir, ou encore pulsation plasma, est la fréquence caractéristique des ondes de plasma, c'est-à-dire des oscillations des charges électriques présentes dans les milieux conducteurs, comme le métal ou les plasmas. À l'image de l'onde électromagnétique qui, quantifiée, est décrite par des photons, cette onde de plasma est quantifiée en plasmons.
Les oscillations des charges électriques peuvent être comprises grâce au raisonnement suivant : si les électrons d'une zone du plasma sont déplacés, alors les ions de cette zone, n'ayant que peu bougé du fait de leur masse importante, vont exercer sur ces électrons une force de Coulomb attractive. Ceux-ci vont donc revenir vers leur position initiale, et ainsi de suite...
On peut montrer que ces oscillations se produisent, à faible température électronique (modèle classique), à la pulsation suivante :
{\displaystyle \omega _{p}={\sqrt {\frac {n\,e^{2}}{m\,\varepsilon _{0}}}}}
où n est la densité numérique des électrons, e est la charge élémentaire, m est la masse d'un électron, et {\displaystyle \varepsilon _{0}} est la constante diélectrique. 
Si la température électronique est trop élevée, la fréquence des ondes diffère de la fréquence plasma.
Pour qu'une onde électromagnétique puisse pénétrer un milieu, sa pulsation doit être supérieure à la pulsation plasma du milieu en question et donc ce dernier se comporte comme un filtre passe haut. Par exemple l'ionosphère, qui se comporte comme un plasma, laisse passer les signaux des satellites considérés comme des signaux à haute fréquence mais réfléchit les ondes radios qui ont des fréquences inférieures à la fréquence plasma de ce milieu. 

## Historique
La notion de fréquence plasma a été découverte en 1929 par les physiciens américains Lewi Tonks (en) et Irving Langmuir, à qui elle doit son nom de fréquence de Langmuir.